# Jürgen Kraus (Historiker)
Jürgen Kraus (* 6. Januar 1951 in Herford) ist ein deutscher Militärhistoriker und Museums-Konservator.

## Leben
Kraus wurde als Sohn eines Zollrats und seiner Frau geboren. Er leistete nach dem Volksschulbesuch und der Reifeprüfung 1969 am Friedrichs-Gymnasium Herford seinen Grundwehrdienst 1970/71 bei der Bundeswehr ab.
Im Anschluss studierte er Geschichte, Sozialwissenschaften und Kunstgeschichte an der Universität Münster. 1976 legte er die erste Staatsprüfung für das höhere Lehramt ab. Im Sommersemester 1979 wurde er bei Werner Hahlweg an der Philosophischen Fakultät mit der Dissertation Das Militärwesen der Reichsstadt Augsburg, 1548–1806. Vergleichende Untersuchungen über städtische Militäreinrichtungen in Deutschland vom 16.–18. Jahrhundert zum Dr. phil. promoviert.
Danach wurde er Konservator (später Hauptkonservator) mit Schwerpunkt Uniformen und Flaggen am Bayerischen Armeemuseum in Ingolstadt. Dort war er auch bis zu seiner Pensionierung 2011 Referent des Dokumenten- und Fotoarchivs. Er veröffentlichte mehrere militärgeschichtliche Bücher, darunter ein Handbuch zum deutschen Heer des Kaiserreiches.
Kraus war darüber hinaus von 1994 bis 2010 Mitglied des Vorstands der Deutschen Gesellschaft für Heereskunde.

## Schriften (Auswahl)
- Das Militärwesen der Reichsstadt Augsburg, 1548–1806. Vergleichende Untersuchungen über städtische Militäreinrichtungen in Deutschland vom 16.–18. Jahrhundert (= Abhandlungen zur Geschichte der Stadt Augsburg, Band 26) Mühlberger, Augsburg 1980, ISBN 3-921133-24-6.
- mit Erwin Schalkhausser: Sonderausstellung Der Erste Weltkrieg, Zeitgenössische Gemälde und Graphik (= Veröffentlichungen des Bayerischen Armeemuseums, Band 1). Verlag Donaukurier, Ingolstadt 1980, ISBN 3-920253-14-0.
- Sonderausstellung Das Bayerische Kadettenkorps 1756–1920 (= Veröffentlichungen des Bayerischen Armeemuseums, Band 3). Verlag Donaukurier, Ingolstadt 1981, ISBN 3-920253-15-9.
- Die feldgraue Uniformierung des deutschen Heeres 1907 bis 1918. 2 Bände, Biblio Verlag, Osnabrück 1999, ISBN 3-7648-2533-2.
- Handbuch der Verbände und Truppen des deutschen Heeres 1914–1918. 3 Bände, Verlag Militaria, Wien 2007–2010.
- mit Thomas Müller: Die deutschen Kolonial- und Schutztruppen. Von 1889 bis 1918. Geschichte, Uniformierung und Ausrüstung (= Kataloge des Bayerischen Armeemuseums Ingolstadt, Band 7). Verlag Militaria, Wien 2009, ISBN 978-3-902526-24-3.